# Тензор проводимости
Тензор проводимости — тензор (линейный оператор), определённый в проводящей среде, обладающей линейным откликом на приложенное электрическое поле. Этот тензор связывает компоненты вектора напряжённости электрического поля {\displaystyle {\vec {E}}=(E_{x},E_{y},E_{z})} с компонентами вектора плотности тока {\displaystyle {\vec {j}}=(j_{x},j_{y},j_{z})}
{\displaystyle j_{\alpha }=\sigma _{\alpha \beta }E_{\beta }}.
Здесь по повторяющимся индексам производится суммирование. В изотропной среде тензор проводимости представляет собой константу (скалярную проводимость), умноженную на единичный оператор.
Смысл недиагонального тензора проводимости: у тока, текущего при заданном электрическом поле появляется компонента, направленная поперёк приложенного поля. И наоборот, при заданном направлении тока появляется конечная разность потенциалов в направлении, перпендикулярном направлению течения тока.
Пример недиагонального тензора проводимости — эффект Холла. В этом случае недиагональная компонента пропорциональна магнитному полю. Обратный к тензору проводимости  — тензор сопротивления.